# Arrondissement Lisieux
Das Arrondissement Lisieux ist ein Verwaltungsbezirk im Département Calvados in der französischen Region Normandie.

## Geschichte
Am 4. März 1790 wurde mit der Gründung des Départements Calvados auch ein District de Lisieux gegründet, der aber kleiner war als das heutige Arrondissement. Der Distrikt wurde mit der Gründung der Arrondissements am 17. Februar 1800 als Arrondissement Lisieux eingerichtet.
Am 10. September 1926 wurde das Arrondissement um das Gebiet des damaligen Arrondissements Pont-l’Évêque erweitert.

## Geografie
Das Arrondissement besteht aus dem im Département Calvados gelegenen Teil des Pays d’Auge. Es grenzt im Norden an den Ärmelkanal und die Mündung der Seine, im Osten an das Arrondissement Bernay im Département Eure, im Süden an das Arrondissement Argentan im Département Orne und im Westen an das Arrondissement Caen.
Zum Arrondissement gehören Gemeinden aus sieben Wahlkreisen:
- Kanton Cabourg
- Kanton Honfleur-Deauville
- Kanton Lisieux
- Kanton Livarot-Pays-d’Auge (mit 11 von 12 Gemeinden)
- Kanton Mézidon Vallée d’Auge (mit 37 von 38 Gemeinden)
- Kanton Pont-l’Évêque
- Kanton Troarn (mit 3 von 23 Gemeinden)

## Gemeinden
Die Gemeinden des Arrondissements Lisieux sind:
| 1. Ablon (14001)                      | 2. Amfreville (14009)                    | 3. Angerville (14012)                                  | 4. Annebault (14016)                    |
| 5. Auberville (14024)                 | 6. Les Authieux-sur-Calonne (14032)      | 7. Auvillars (14033)                                   | 8. Barneville-la-Bertran (14041)        |
| 9. Basseneville (14045)               | 10. Bavent (14046)                       | 11. Beaufour-Druval (14231)                            | 12. Beaumont-en-Auge (14055)            |
| 13. Belle Vie en Auge (14527)         | 14. Benerville-sur-Mer (14059)           | 15. Beuvillers (14069)                                 | 16. Beuvron-en-Auge (14070)             |
| 17. Blangy-le-Château (14077)         | 18. Blonville-sur-Mer (14079)            | 19. La Boissière (14082)                               | 20. Bonnebosq (14083)                   |
| 21. Bonneville-la-Louvet (14085)      | 22. Bonneville-sur-Touques (14086)       | 23. Bourgeauville (14091)                              | 24. Branville (14093)                   |
| 25. Le Breuil-en-Auge (14102)         | 26. Le Brévedent (14104)                 | 27. Bréville-les-Monts (14106)                         | 28. Brucourt (14110)                    |
| 29. Cabourg (14117)                   | 30. Cambremer (14126)                    | 31. Canapville (14131)                                 | 32. Castillon-en-Auge (14141)           |
| 33. Cernay (14147)                    | 34. Clarbec (14161)                      | 35. Coquainvilliers (14177)                            | 36. Cordebugle (14179)                  |
| 37. Courtonne-la-Meurdrac (14193)     | 38. Courtonne-les-Deux-Églises (14194)   | 39. Cresseveuille (14198)                              | 40. Cricquebœuf (14202)                 |
| 41. Cricqueville-en-Auge (14203)      | 42. Danestal (14218)                     | 43. Deauville (14220)                                  | 44. Dives-sur-Mer (14225)               |
| 45. Douville-en-Auge (14227)          | 46. Dozulé (14229)                       | 47. Drubec (14230)                                     | 48. Englesqueville-en-Auge (14238)      |
| 49. Équemauville (14243)              | 50. Escoville (14246)                    | 51. Fauguernon (14260)                                 | 52. Le Faulq (14261)                    |
| 53. Fierville-les-Parcs (14269)       | 54. Firfol (14270)                       | 55. La Folletière-Abenon (14273)                       | 56. Formentin (14280)                   |
| 57. Le Fournet (14285)                | 58. Fourneville (14286)                  | 59. Fumichon (14293)                                   | 60. Genneville (14299)                  |
| 61. Glanville (14302)                 | 62. Glos (14303)                         | 63. Gonneville-en-Auge (14306)                         | 64. Gonneville-sur-Honfleur (14304)     |
| 65. Gonneville-sur-Mer (14305)        | 66. Goustranville (14308)                | 67. Grangues (14316)                                   | 68. Hermival-les-Vaux (14326)           |
| 69. Hérouvillette (14328)             | 70. Heuland (14329)                      | 71. Honfleur (14333)                                   | 72. L’Hôtellerie (14334)                |
| 73. Hotot-en-Auge (14335)             | 74. La Houblonnière (14337)              | 75. Houlgate (14338)                                   | 76. Léaupartie (14358)                  |
| 77. Lessard-et-le-Chêne (14362)       | 78. Lisieux (14366)                      | 79. Lisores (14368)                                    | 80. Livarot-Pays-d’Auge (14371)         |
| 81. Manerbe (14398)                   | 82. Manneville-la-Pipard (14399)         | 83. Marolles (14403)                                   | 84. Merville-Franceville-Plage (14409)  |
| 85. Méry-Bissières-en-Auge (14410)    | 86. Le Mesnil-Eudes (14419)              | 87. Le Mesnil-Guillaume (14421)                        | 88. Le Mesnil-Simon (14425)             |
| 89. Le Mesnil-sur-Blangy (14426)      | 90. Mézidon Vallée d’Auge (14431)        | 91. Les Monceaux (14435)                               | 92. Montreuil-en-Auge (14448)           |
| 93. Moyaux (14460)                    | 94. Norolles (14466)                     | 95. Notre-Dame-de-Livaye (14473)                       | 96. Notre-Dame-d’Estrées-Corbon (14474) |
| 97. Orbec (14478)                     | 98. Ouilly-du-Houley (14484)             | 99. Ouilly-le-Vicomte (14487)                          | 100. Pennedepie (14492)                 |
| 101. Périers-en-Auge (14494)          | 102. Petiville (14499)                   | 103. Pierrefitte-en-Auge (14500)                       | 104. Le Pin (14504)                     |
| 105. Pont-l’Évêque (14514)            | 106. Le Pré-d’Auge (14520)               | 107. Prêtreville (14522)                               | 108. Putot-en-Auge (14524)              |
| 109. Quetteville (14528)              | 110. Ranville (14530)                    | 111. Repentigny (14533)                                | 112. Reux (14534)                       |
| 113. La Rivière-Saint-Sauveur (14536) | 114. Rocques (14540)                     | 115. La Roque-Baignard (14541)                         | 116. Rumesnil (14550)                   |
| 117. Saint-André-d’Hébertot (14555)   | 118. Saint-Arnoult (14557)               | 119. Saint-Benoît-d’Hébertot (14563)                   | 120. Saint-Denis-de-Mailloc (14571)     |
| 121. Saint-Désir (14574)              | 122. Saint-Étienne-la-Thillaye (14575)   | 123. Saint-Gatien-des-Bois (14578)                     | 124. Saint-Germain-de-Livet (14582)     |
| 125. Saint-Hymer (14593)              | 126. Saint-Jean-de-Livet (14595)         | 127. Saint-Jouin (14598)                               | 128. Saint-Julien-sur-Calonne (14601)   |
| 129. Saint-Léger-Dubosq (14606)       | 130. Saint-Martin-aux-Chartrains (14620) | 131. Saint-Martin-de-Bienfaite-la-Cressonnière (14621) | 132. Saint-Martin-de-la-Lieue (14625)   |
| 133. Saint-Martin-de-Mailloc (14626)  | 134. Saint-Ouen-le-Pin (14639)           | 135. Saint-Philbert-des-Champs (14644)                 | 136. Saint-Pierre-Azif (14645)          |
| 137. Saint-Pierre-en-Auge (14654)     | 138. Saint-Pierre-des-Ifs (14648)        | 139. Saint-Samson (14657)                              | 140. Saint-Vaast-en-Auge (14660)        |
| 141. Sallenelles (14665)              | 142. Surville (14682)                    | 143. Le Theil-en-Auge (14687)                          | 144. Le Torquesne (14694)               |
| 145. Touffréville (14698)             | 146. Touques (14699)                     | 147. Tourgéville (14701)                               | 148. Tourville-en-Auge (14706)          |
| 149. Trouville-sur-Mer (14715)        | 150. Val-de-Vie (14576)                  | 151. Valorbiquet (14570)                               | 152. Valsemé (14723)                    |
| 153. Varaville (14724)                | 154. Vauville (14731)                    | 155. La Vespière-Friardel (14740)                      | 156. Victot-en-Auge (14743)             |
| 157. Vieux-Bourg (14748)              | 158. Villers-sur-Mer (14754)             | 159. Villerville (14755)                               |                                         |

## Neuordnung der Arrondissements 2017

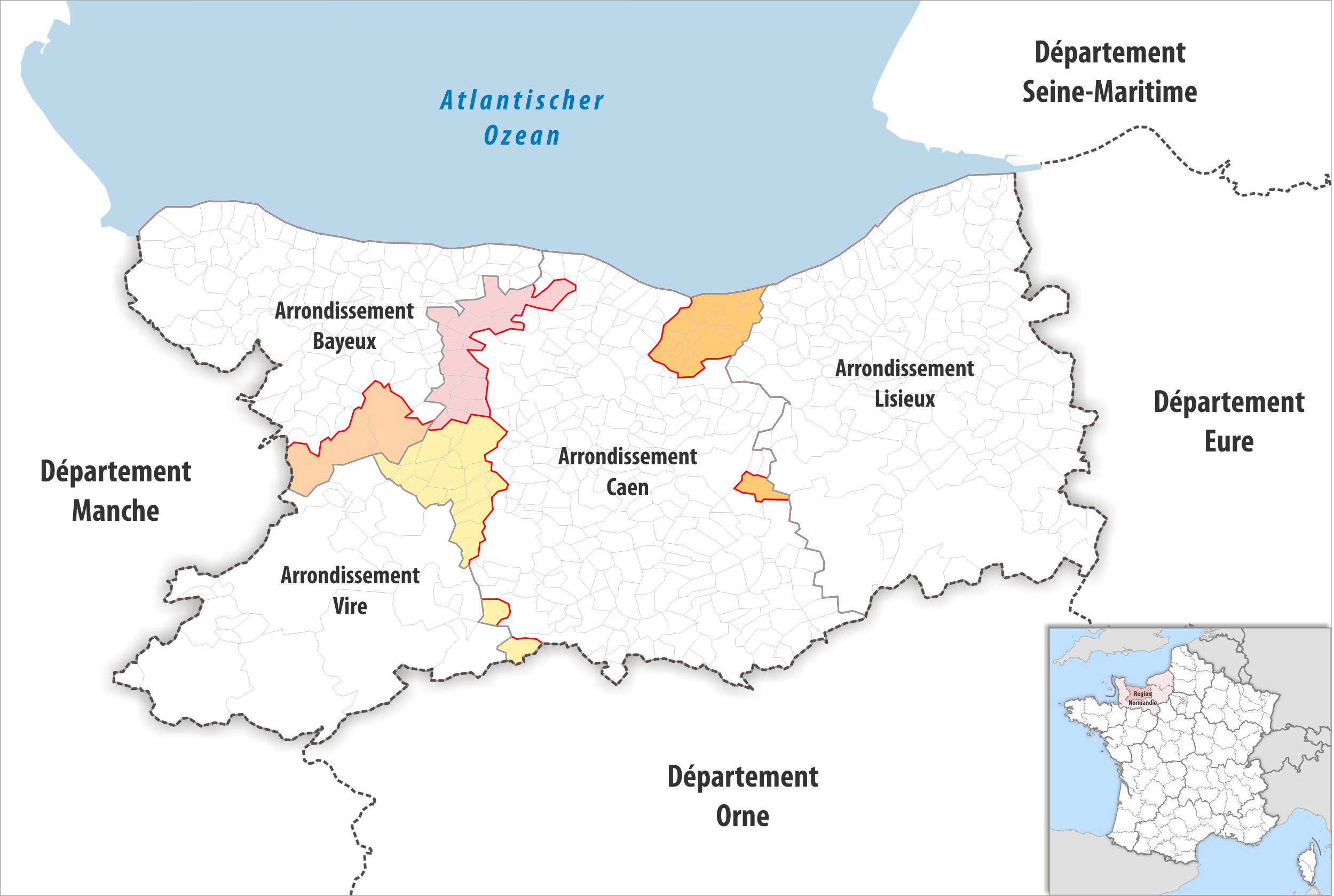
Arrondissementsanpassungen im Jahr 2017

Durch die Neuordnung der Arrondissements im Jahr 2017 wurde die Fläche der 13 Gemeinden Amfreville, Bavent, Bréville-les-Monts, Cabourg, Escoville, Gonneville-en-Auge, Hérouvillette, Merville-Franceville-Plage, Petiville, Ranville, Sallenelles, Touffréville, Varaville und die Fläche der zwei ehemaligen Gemeinden Magny-la-Campagne und Vieux-Fumé vom Arrondissement Caen dem Arrondissement Lisieux zugewiesen.

## Ehemalige Gemeinden seit der landesweiten Neuordnung der Kantone
bis 2024:
Victot-Pontfol, Gerrots
bis 2018:
Cambremer, Saint-Laurent-du-Mont, Pont-l’Évêque, Coudray-Rabut
bis 2016:
Les Authieux-Papion, Biéville-Quétiéville, Bissières, Boissey, Bretteville-sur-Dives, Coupesarte, Crèvecœur-en-Auge, Croissanville, Grandchamp-le-Château, Hiéville, Lécaude, Magny-le-Freule, Méry-Corbon, Le Mesnil-Mauger, Mézidon-Canon, Mittois, Monteille, Montviette, L’Oudon, Ouville-la-Bien-Tournée, Percy-en-Auge, Saint-Georges-en-Auge, Saint-Julien-le-Faucon, Saint-Loup-de-Fribois, Saint-Pierre-sur-Dives, Sainte-Marguerite-de-Viette, Thiéville, Vaudeloges, Vieux-Pont-en-Auge
bis 2015:
Auquainville, Les Autels-Saint-Bazile, Bellou, La Brévière, Cerqueux, La Chapelle-Haute-Grue, La Chapelle-Yvon, Cheffreville-Tonnencourt, La Croupte, Familly, Fervaques, Friardel, Heurtevent, Livarot, Le Mesnil-Bacley, Le Mesnil-Durand, Le Mesnil-Germain, Meulles, Les Moutiers-Hubert, Notre-Dame-de-Courson, Préaux-Saint-Sébastien, Saint-Cyr-du-Ronceray, Saint-Germain-de-Montgommery, Saint-Julien-de-Mailloc, Saint-Martin-du-Mesnil-Oury, Saint-Michel-de-Livet, Saint-Ouen-le-Houx, Saint-Pierre-de-Mailloc, Sainte-Foy-de-Montgommery, Sainte-Marguerite-des-Loges, Tortisambert, Tordouet, La Vespière